# احسان عظیمی راد
احسان عظیمی راد  (زاده ١٣۶٢ شهربابک) سیاستمدار ایرانی است که عضو هیئت علمی دانشگاه تربت حیدریه و نمایندهٔ  دورهٔ دوازدهم مجلس شورای اسلامی از حوزهٔ انتخابیهٔ مشهد و کلات در استان خراسان رضوی است که توانست با کسب ١۵٧ هزار و ۶٢١ رأی، به عنوان چهارمین نمایندهٔ این حوزه، راهی بهارستان شود. وی سخنگوی کمیسیون آموزش، تحقیقات و فناوری مجلس شورای اسلامی دوره دوازدهم مجلس شورای اسلامی است.

## نگارخانه

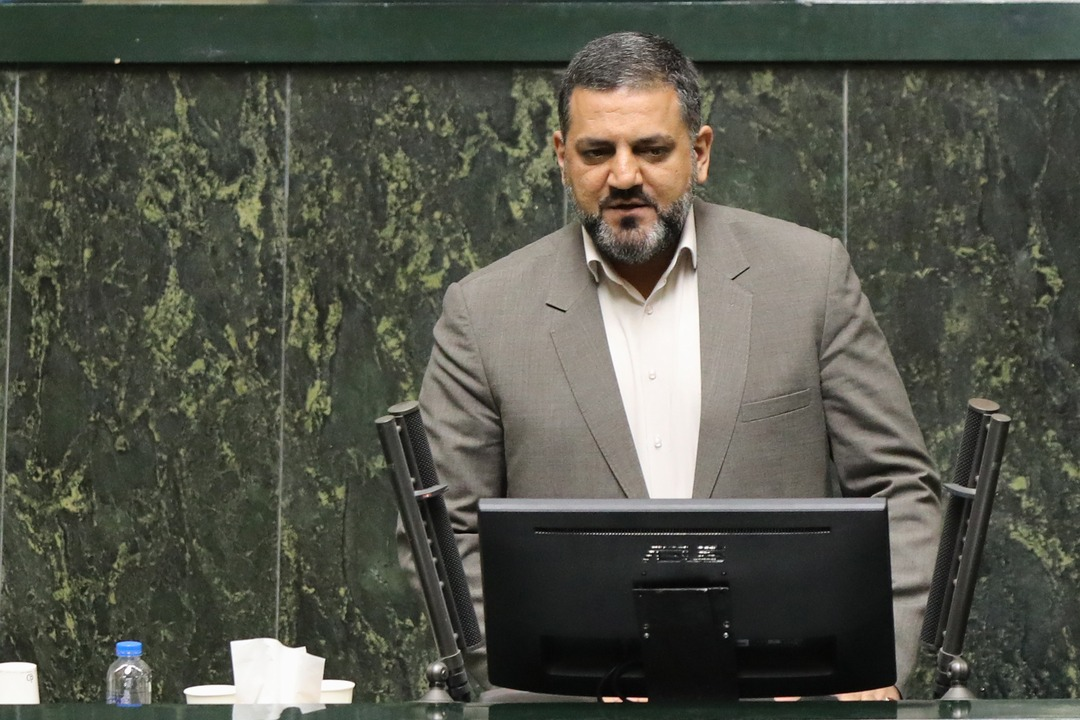
نطق دکتر احسان عظیمی راد در صحن علنی مجلس

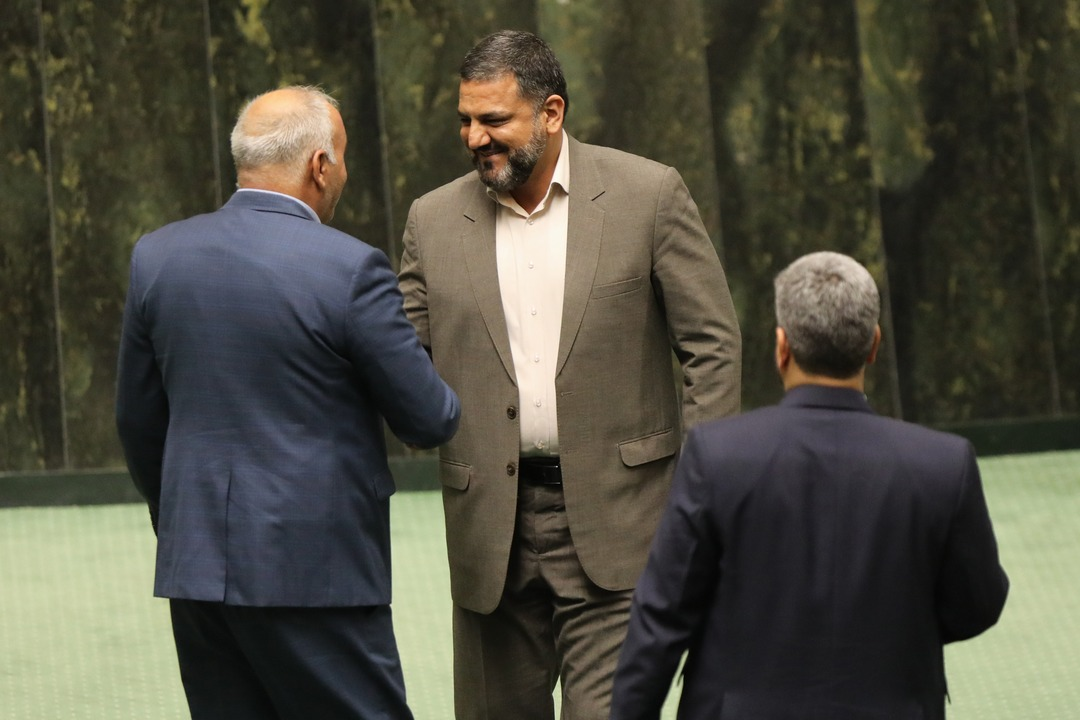
احسان عظیمی راد در صحن علنی مجلس

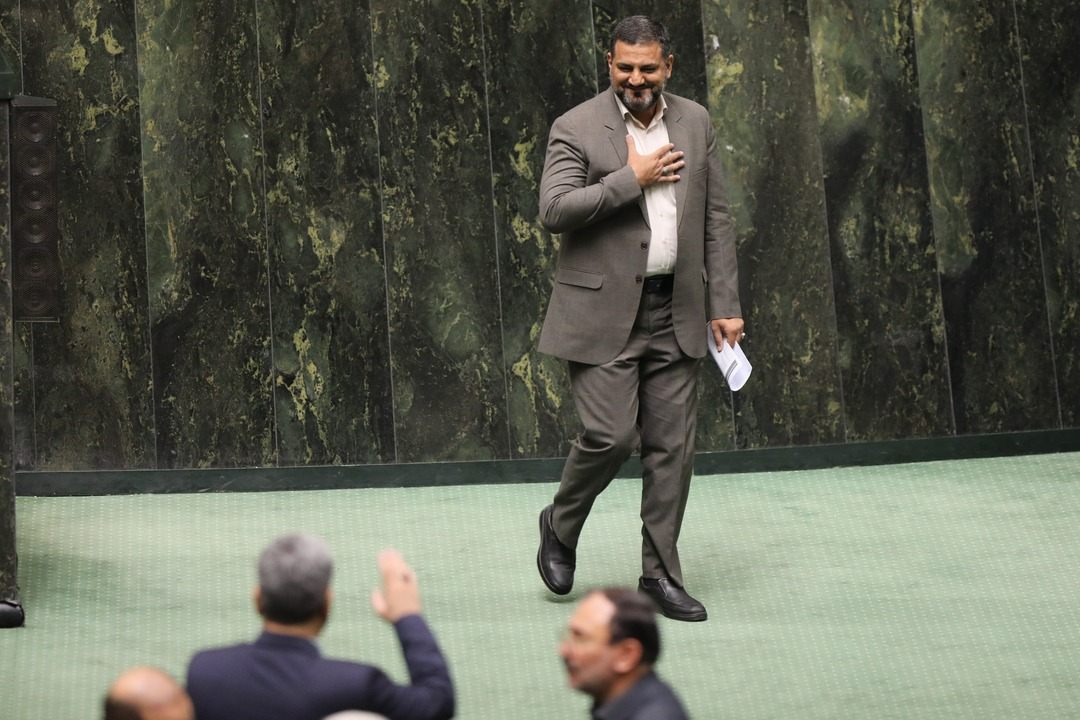
احسان عظیمی راد در صحن علنی مجلس

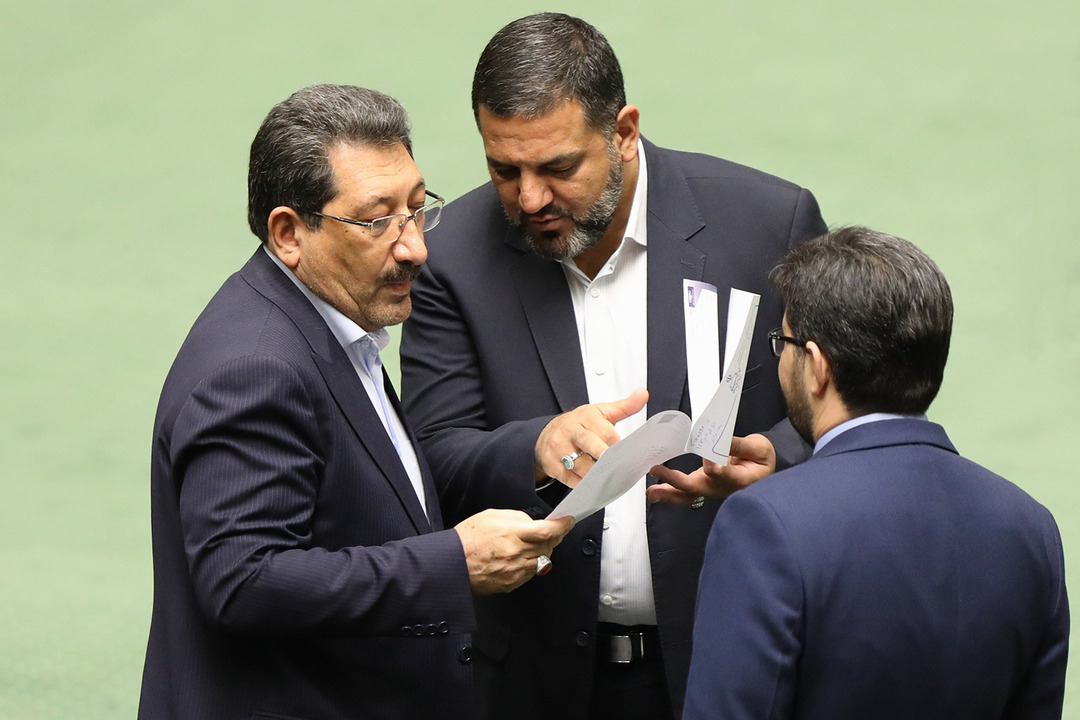
دکتر احسان عظیمی راد و مهندس اتابک وزیر صمت در صحن علنی مجلس

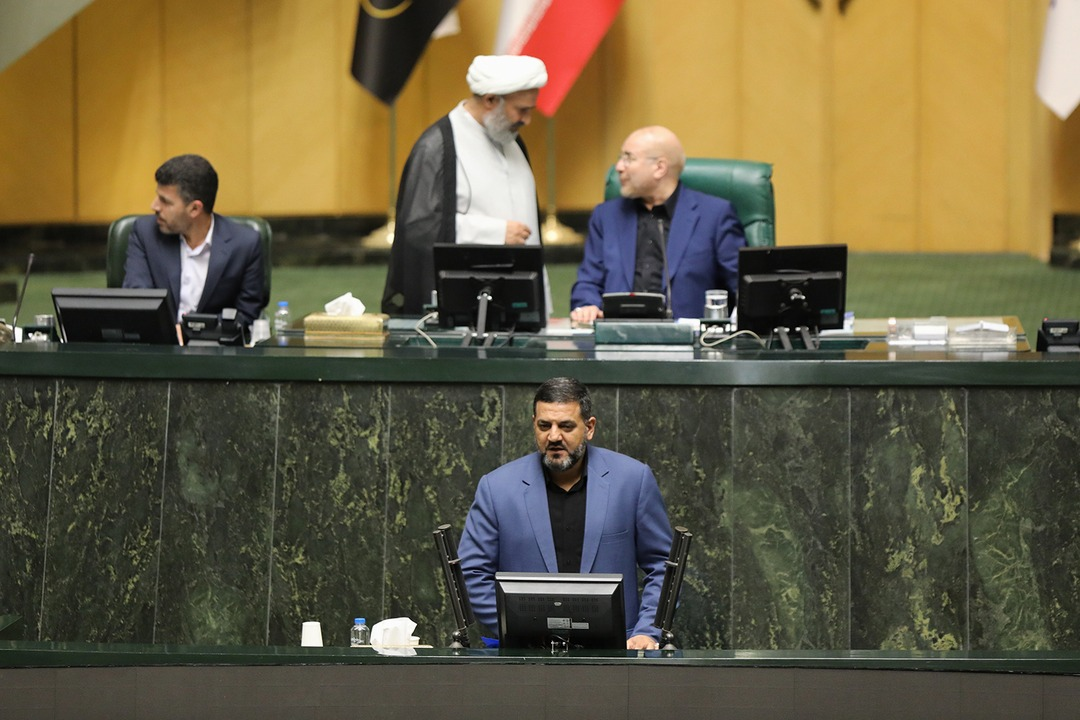
نطق احسان عظیمی راد در صحن علنی